# Prémio Satellite de melhor diretor
O Prémio Satellite de melhor diretor é um prêmio anual dado pela International Press Academy, sendo uma das categorias do Satellite Awards.

## Anos 1990
- 1997 - Joel Coen e Ethan Coen, por Fargo
- 1998 - James Cameron, por Titanic[1]
- 1999 - Terrence Malick, por The Thin Red Line

## Anos 2000
- 2000 - Michael Mann, por The Insider
- 2001 - Steven Soderbergh, por Traffic
- 2002 - Baz Luhrmann, por Moulin Rouge!
- 2003 - Todd Haynes, por Far from Heaven
- 2004 - Jim Sheridan, por In America
- 2005 - Ang Lee, por Brokeback Mountain
- 2006 - Clint Eastwood, por Flags of Our Fathers e Bill Condon, por Dreamgirls[2]
- 2007 - Joel e Ethan Coen, por No Country for Old Men[3]
- 2008 - Danny Boyle, por Slumdog Millionaire[4]
- 2009 - Kathryn Bigelow, por The Hurt Locker[5]

## Anos 2010
- 2010 - David Fincher, por The Social Network
- 2011 - Nicolas Winding Refn, por Drive[6]
- 2012 - David O. Russell, por Silver Linings Playbook[7]
- 2013 - Steve McQueen, por 12 Years a Slave[8]
- 2014 - Richard Linklater, por Boyhood[9]
- 2015 - Tom McCarthy, por Spotlight[10]
- 2016 - Kenneth Lonergan, por Manchester by the Sea[11]
- 2017 -